# Agathilla bradleyi
Agathilla bradleyi är en stekelart som först beskrevs av Henry Lorenz Viereck 1905.  Agathilla bradleyi ingår i släktet Agathilla och familjen brokparasitsteklar. Inga underarter finns listade i Catalogue of Life.